# Dainichi Nyorai
La estatua de madera Dainichi Nyorai (木造大日如来坐像 mokuzō Dainichi Nyorai zazō) es la más antigua y representativa del gran escultor japonés Unkei y se encuentra en el templo de Shingon de Enjō-ji en Nara. La inscripción que tiene la escultura en el pedestal indica que Unkei comenzó el trabajo con la pieza en el año 1175 y terminó de construirla al año siguiente. La escultura ha sido asignada como un Tesoro Nacional. Los siguientes trabajos de Unkei fueron de principios del 1180, y fueron encargados por líderes militares del Shogunato Kamakura para los templos del Este de Japón. Estos trabajos son cuantiosos y poderosos, como es el gigante Niō en Tōdai-ji. Por el contrario, Unkei en sus primeros trabajos empleó un estilo más "ligero" y"relajado".

## Tema
Dainichi Nyorai (Sánscrito: Mahāvairocana) es la principal divinidad del Budismo Esotérico. Frente a la "enseñanza revelada", comprensible para el intelecto del hombre común, está la "enseñanza oculta" (mikkyō) del Budismo Esotérico que ofrece la Budeidad y el paraíso al hombre nuevo, a través de la práctica ritual y la contemplación de las imágenes sagradas. Según Kūkai, el fundador de la escuela Shingon del Budismo Esotérico que se dio al principio del siglo IX, «ya que el secreto de almacenaje es tan profundo y misterioso es difícil manifestarlo con pincel y tinta (texto). Por consiguiente es demostrado que tiene poca instrucción adaptarlo a la forma de las imágenes. La gran variedad de posturas y mudrās son el efecto de la gran compasión de Buda. Con una sola mirada [las imágenes] uno se convierte en Buda».
Dainichi (que significa "Gran Sol") es adorado como el supremo y primordial, Sol Buda e incluso aparece como la figura central de los Cinco Budas de la Sabiduría. Bajo la doctrina sincrética de honji suijaku, la diosa Shinto del sol, Amaterasu fue considerada como una manifestación de Dainichi Nyorai. El término Nyorai (lit. "el que así llega"), es un epíteto de los iluminados  Budistas que ocupan el rango más alto en el panteón Budista Japonés. En el Mandala de los Dos Reinos, el principal mandala para la actividad ritual y la contemplación en el Budismo Shingon, Dainichi Nyorai aparece en el centro del Reino Diamante y del Reino Vientre. En primer lugar , tal como se define Dainichi Sutra, Dainichi representa la presencia "metafísica que encarna la razón"; en el segundo lugar, tal como se define por Pico de Diamante Sutra, Dainichi representa la presencia "epistemológica que encarna la sabiduría".

## Iconografía
A diferencia de los otros Budas, Dainichi Nyorai es representado en forma de un boddhisattva, con las prendas de vestir, adornos, y el pelo largo de la nobleza de la antigua India. En esta imagen Dainichi está con el pecho desnudo, con cortinas fluidas colgando del hombro izquierdo; la cabeza está coronada, los brazos, las muñecas, el cuello, el pecho y las piernas enjoyadas; el moño (rodete) es alto, con el pelo largo descansando sobre el hombro derecho. Dainichi Nyorai aparece en las dos principales formas mediante la mudrā o gesto ritual formado por las manos, el Reino Diamante y el de la Matriz Reino. Aquí el mudrā es el "conocimiento puño" de los Diamantes del Reino, los dedos de la mano derecha simboliza los cinco elementos penetrado por el esencial Budista como el representante por el dedo índice de la mano izquierda. El gesto simboliza también la mística unión del material con el espiritual de la práctica del yoga, que en el Tíbet y Nepal toma la forma del abrazo del éxtasis Yab-Yum, pero en China y Japón se sublima en este mudrā.
La doble ronda de halo, unido en la cabeza y otra al cuerpo, representa la luz emitida por Buda, dando énfasis a los rayos que rodean la forma del Lotus en la cual la cabeza descansa En el Brahma Net Sutra, traducido al Chino en el año 406,copiado y explicado en pedidos imperiales a través de todas las provincias de Japón en mediados del siglo VIII,  Dainichi Nyorai aparece sentada sobre un pedestal en forma de lotus, alrededor de la cual todos se reúnen para escuchar su enseñanza de la ley. Aquí Dainichi se sienta encima de una de los seis niveles del pedestal lotus alternando pétalos.
| rodete (宝髻 hōkei?) corona (宝冠 hōkan?) tiara (天冠台 tenkandai?) urna (白毫 byakugō?) alargamiento de lóbulos de las orejas (福耳 fukumimi?) tres ranuras (三道 sandō?) pañuelo (条帛 jōhaku?) chiken-in mudrā (智拳印 chiken-in?) brazalete (腕釧 wansen?) toga (裳 mo?) corazón lotus (蓮肉 renniku?) pétalo Lotus (蓮弁 renben?) shikinasu (敷茄子 shikinasu?) plataforma del recibimiento (受座 ukeza?) pétalos caídos (反花 kaeribana?) base superior (上框 uwagamachi?) base inferior (下框 shitagamachi?) enmarcada por una aureola (頭光 zukō?) cabello colgante (垂髪 suihotsu?) adorno del pecho (胸飾 munekazari?) enmarcado por una aureola (身光 shinkō?) brazalete (臂釧 hisen?) rueda de la ley (法輪 hōrin?) cadena de joyas (瓔珞 yōraku?) posición de loto (結跏趺坐 kekka fuza?) |

## Tecnología
Aproximadamente el noventa por ciento de la Propiedad Cultural y las esculturas del Tesoro Nacional las esculturas están hechas de madera. Todos los trabajos que quedan de Unkei están hechos de esta técnica. Esta pieza emplea la técnica del bloque unido conocida como yosegi-zukuri, tiene el doble de ventajas para obviar la necesidad de grandes trozos de madera al tiempo que facilita el proceso de vaciado que ayuda a reducir la contracción y el agrietamiento. Los Seis bloques principales de hinoki o de ciprés Japonés fueron usados: dos bloques verticales dispuestos lado a lado y el final para el torso y la cabeza; uno horizontal para las piernas; una para la parte superior del rodete; y dos cuñas para los muslos.Los brazos están ensamblados por varias piezas. Después de la talla, del ahuecamiento, y del montaje, la estatua fue lacada y cubierto de hoja de oro.El doble halo y el pedestal son de materiales similares. Los ojos son de cristal de roca insertados en la cuenca desde el interior y están sujetados en su lugar por broches de bambú en el zócalo desde el interior y se mantiene en su lugar por bambú pines, con las pupilas pintadas. Los Ojos de esta forma parecen moverse en las canaletas de las hogueras de un templo y son una de las características definitorias de la escultura del período Kamakura, que comenzó una después. Los labios están pintados de color rojo y el pelo azul. Las joyas y la corona son de dorado bronce gilt bronze.

## Historia
Según una inscripción en tinta negra en la parte inferior del corazón loto del pedestal, la estatua fue empezada por Unkei, "el verdadero aprendiz del grande busshi Kōkei", en el vigésimo cuarto día del undécimo mes de 1175 y se completó en el decimonoveno día del décimo mes de 1176; El coste de Unkei fue de cuarenta y tres pedazos de seda de Hachijō-jima . El Registro del santuario y templos de Yamato (和州社寺記, Lavadoū shajiki) declara que la estatua fue instalada en el tahōtō. En una fecha incierta dos paneles fueron abiertos atrás de la cabeza de la estatua, cualquiera para reparar los ojos o para habilitar la inserción de objetos sagrados, como encontramos en numerosos casos. La estatua sobrevivió la destrucción del tahōtō por el fuego durante la Guerra de Ōnin; posteriormente este fue instalado en el hondō. En 1921 se llevó a cabo trabajos de reparación; en ese momento se descubrió la inscripción. El tercer tahōtō, erigido para reemplazar ese traslado a Kamakura en 1920, fue construido entre 1986 y 1990. En 1991 la estatua fue expuesta en el Museo Nacional de Kioto. Dainichi Nyorai de Unkei es ahora una vez más instalado en el tahōtō, contra un trasfondo de pintura Budista y vajra en las columnas y paredes detrás del altar.